# Чуваєва Тетяна
Тетя́на Чува́єва (*1983) — українська фігуристка. Учасниця Олімпійських ігор. Чемпіонка України з фігурного катання (пари).

## Життєпис
Народилась 1983 року в місті Київ. Почала кататись у 1987-му.
Спортивні пари
- Тетяна Чуваєва — В'ячеслав Чилій
  - Бронзові призери чемпіонату України (1998/1999)
  - Учасники чемпіонатів Європи
- Тетяна Чуваєва — Дмитро Паламарчук
  - Дворазові чемпіони України (2001—2002)
  - Бронзові призери чемпіонату України (2000/2001)
  - Учасники Олімпійських ігор
  - Учасники чемпіонатів світу
  - Учасники чемпіонатів світу серед юніорів
  - Учасники чемпіонатів Європи